# Machern
Machern ist eine Gemeinde im Nordosten des Landkreises Leipzig in Sachsen.

## Geographie und Verkehr
Machern liegt 18 Kilometer östlich von Leipzig, etwa 10 Kilometer westlich von Wurzen und etwa 12 Kilometer südlich von Eilenburg. Am Ort Püchau führt die B 107 in Richtung Norden nach Eilenburg und in Richtung Süden nach Wurzen. Östlich der Gemeinde fließt die Mulde.
Die B 6 verläuft durch den Ortsteil Machern; die Bahnstrecke Leipzig–Riesa–Dresden verläuft durch die Ortsteile Machern und Gerichshain. Die südlich der Gemeinde verlaufende A 14 ist über den etwa fünf Kilometer entfernten Autobahnanschluss Naunhof zu erreichen.

## Ortsteile
- Dögnitz
- Gerichshain
- Lübschütz
- Machern
- Plagwitz
- Posthausen
- Püchau

## Geschichte

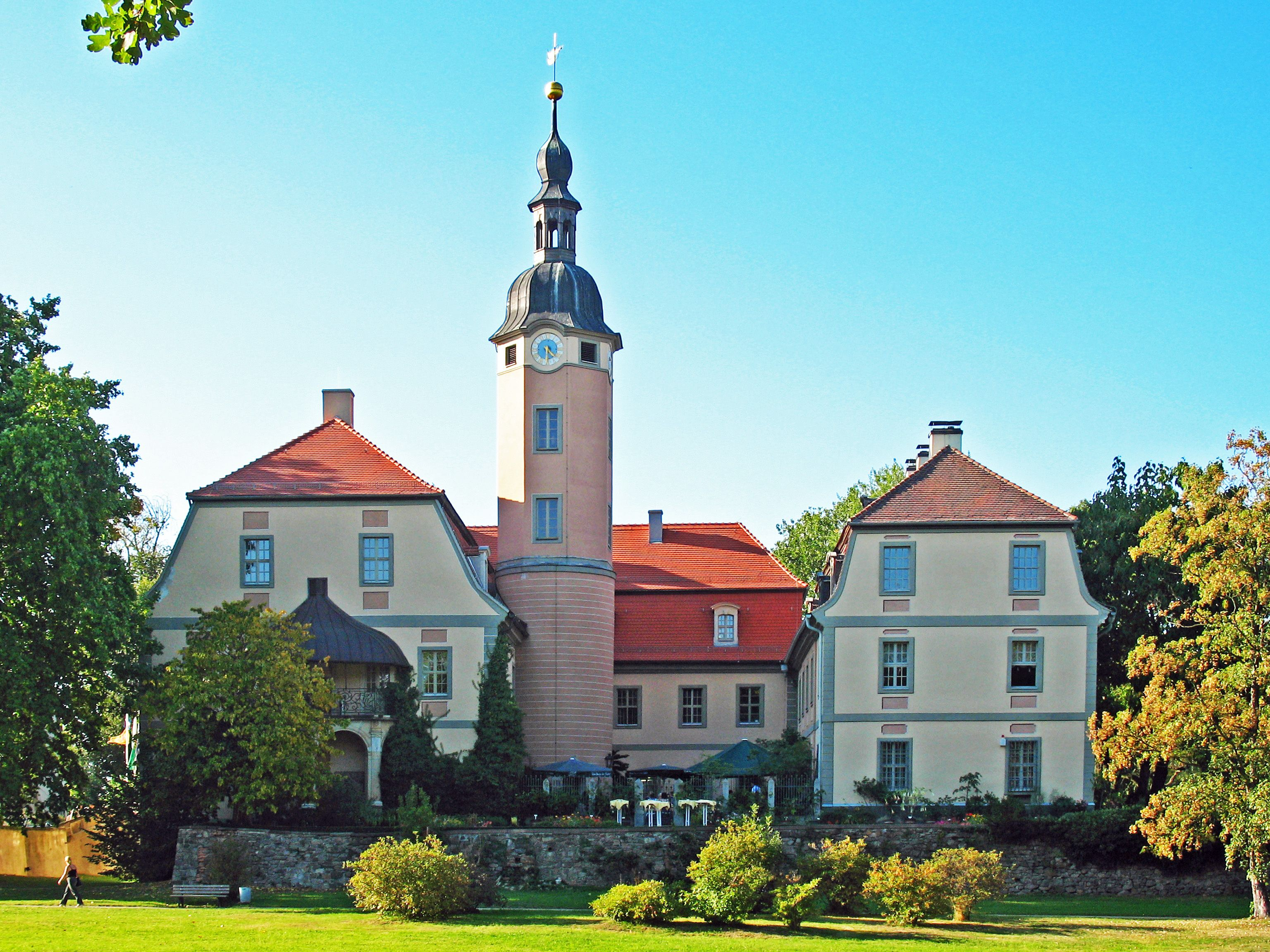
Schloss Machern

Machern wurde erstmals im Jahr 1015 von Bischof Thietmar von Merseburg in seinen Chroniken als Mucherini erwähnt. Der Ort gehörte zum Bistum Merseburg. 1268 wurden Machern und Brandis getrennt – von da an gibt es die selbstständige Pfarrkirche St. Nikolai zu Machern.
Von 1465 bis 1802 – also für 337 Jahre – lenkte vom Schloss Machern aus das Adelsgeschlecht von Lindenau die Geschicke des Ortes. Heinrich von Lindenau brachte aus Wittenberg den Mönch Conrad Kluge mit, der 1521 erster protestantischer Pfarrer in Machern wurde – 18 Jahre vor Einführung der Reformation.
1585 wütete die Pest in Machern; 141 Menschen starben. 1632 plünderten und zerstörten Wallensteins Truppen den Ort samt Rittergut und schleppten erneut die Pest ein.

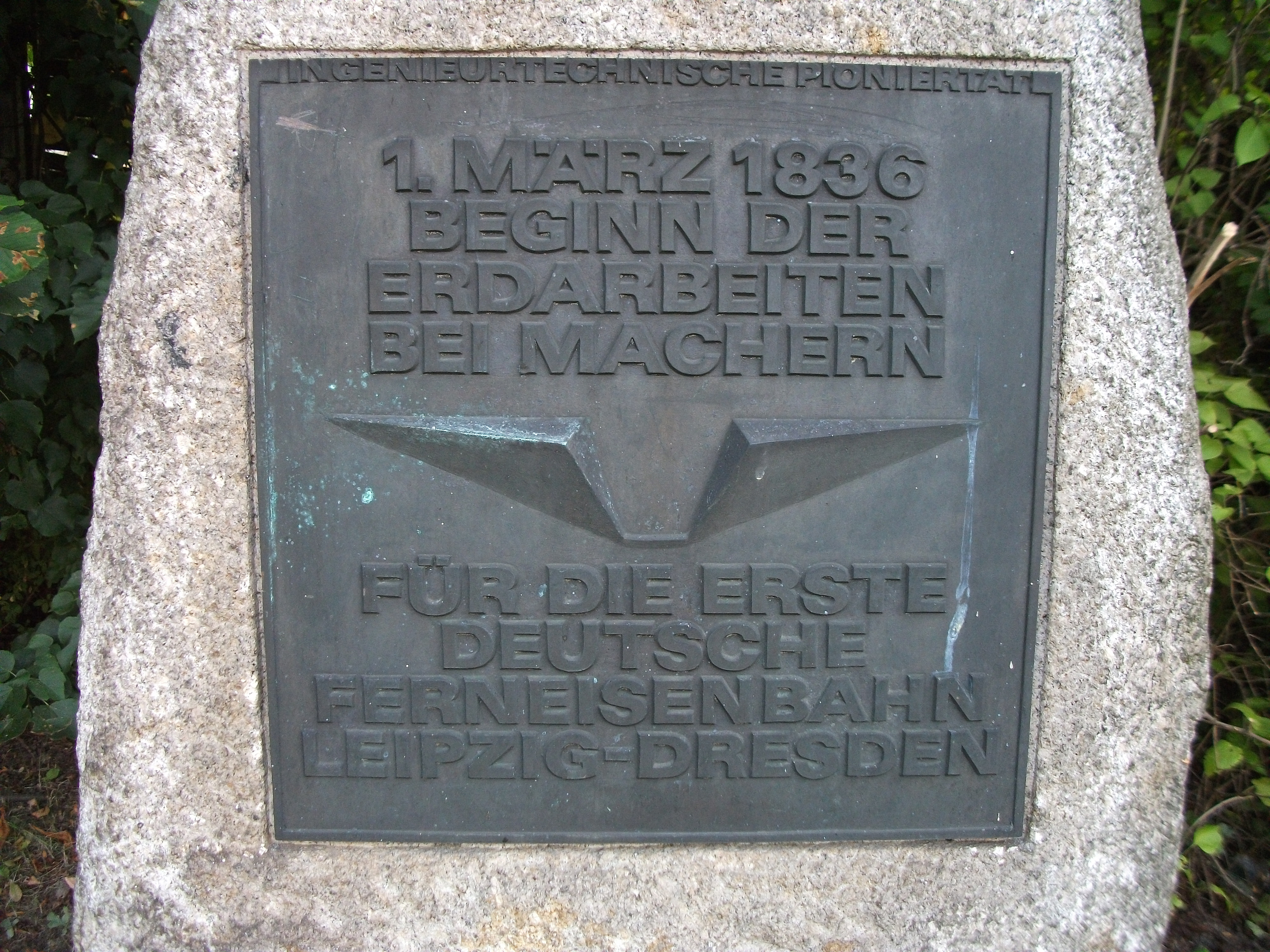
Gedenkstein zum Beginn des Eisenbahnbaus 1836 in Machern

Im Jahr 1782 ließ Reichsgraf Carl Heinrich August von Lindenau eine einstmals barocke Gartenanlage zu dem Landschaftsgarten von Machern umgestalten. Von 1806 bis 1945 lenkte die Familie Schnetger die Geschicke Macherns.
Der Ort Machern hat seit 1838 Anschluss an die älteste Ferneisenbahn Deutschlands, die Leipzig-Dresdner Eisenbahn. Die Bauarbeiten begannen zwei Jahre zuvor 1836, woran ein Gedenkstein erinnert.
Machern lag bis 1843 im kursächsischen bzw. königlich-sächsischen Erbamt Grimma. Zwischen 1843 und 1856 wurde Machern vom Amt Wurzen verwaltet. Ab 1856 gehörte der Ort zum Gerichtsamt Wurzen und ab 1875 zur Amtshauptmannschaft Grimma.
Zu DDR-Zeiten 1951 errichteten und unterhielten die Leipziger Verkehrsbetriebe (LVB) zwischen Rittergut und Pyramide im Schlosspark ein Kinder-Ferienlager für die Kinder ihrer Betriebsangehörigen.

## Wappen

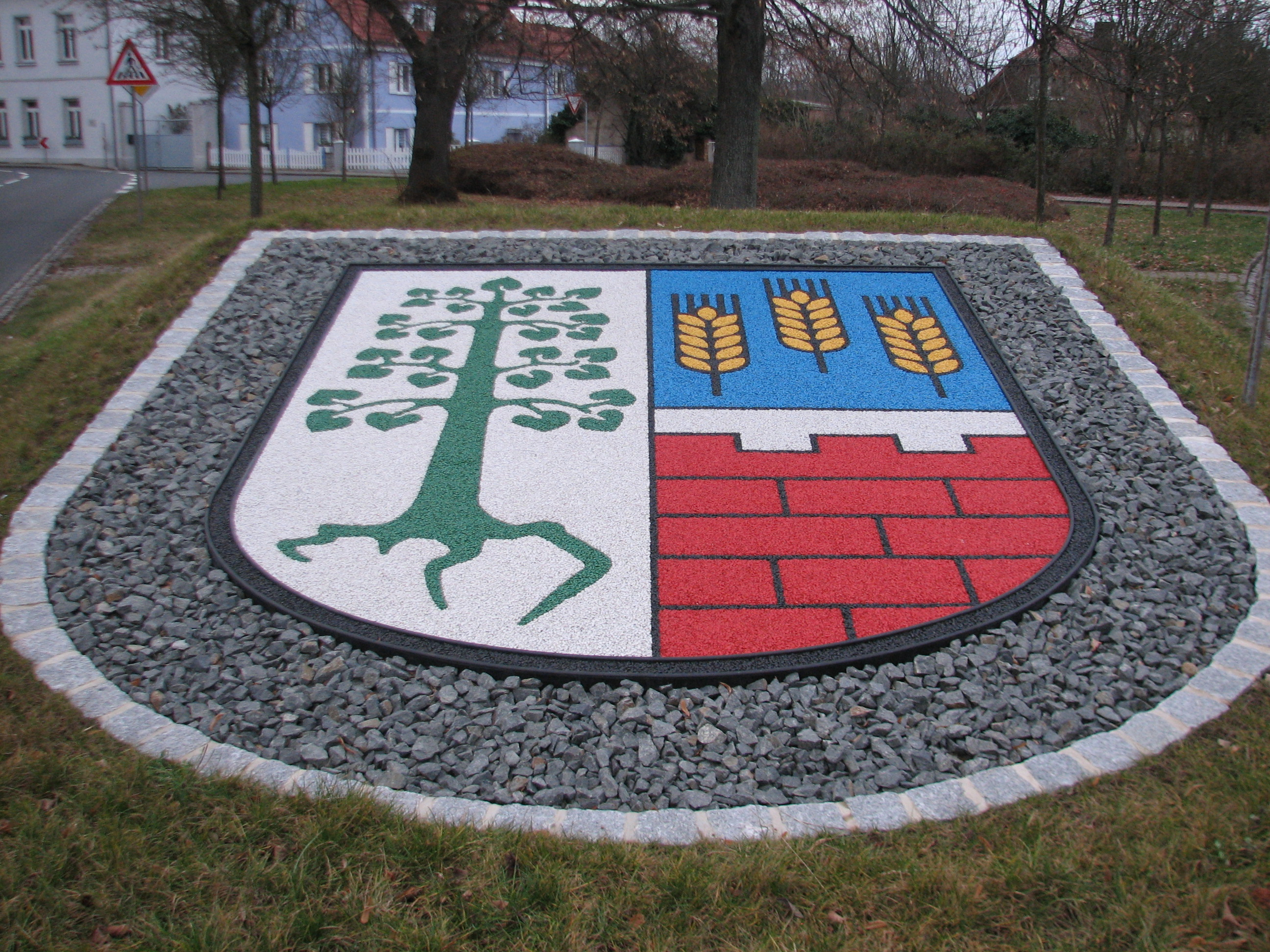
Wappen von Machern, Freiluft-Version (2021) zwischen Kirche und Schnetgers Hof

Beschreibung: Im gespaltenen und hinten geteilten Wappen ist in Silber ein schwarzer ausgerissener beblätterter Baum; hinten oben in Blau drei goldene Ähren (2:1) und im letzten silbernen Feld eine durchgehende hohe rote Mauer mit drei Zinnen.
Die Bedeutung des Wappens leitet sich aus der Heraldik ab. In der europäischen Heraldik ist am häufigsten der Lindenbaum anzutreffen. Da Vorkommen dieser Baumart in Machern, Gerichshain und Püchau zu verzeichnen sind, stellt er ein verbindendes Element zwischen den drei Ursprungsgemeinden dar. Das Element der Ausgerissenheit deutet auf das Vorhandensein von Gewächsen aller Art hin. Die Ähre als hauptsächlich im bürgerlichen Wappen vorkommende gemeine Figur, hat ihren Ursprung in einem Wahlspruch, welcher lautet: „Deine Felder werden Überfüllt vom Überfluß“, was bedeutet, es ist ein fruchtbares Land mit guten Ernten und Wohlstand durch die Landwirtschaft. Die dargestellte Stadtmauer mit Zinnen ist das älteste und verbreitetste Motiv in der Heraldik. So sollte dieses Ausdruck des Schutzes und der Sicherheit durch städtische Befestigungen sein. In dem Wappen soll es das Vorhandensein von Schlössern und Kirchen in der Gemeinde Machern zum Ausdruck bringen.

## Eingemeindungen
| Ehemalige Gemeinde | Datum          | Anmerkung                      |
| ------------------ | -------------- | ------------------------------ |
| Dögnitz            | 1. Januar 1957 | Eingemeindung nach Püchau      |
| Gerichshain        | 1. März 1994   |                                |
| Lübschütz          | 1. Januar 1957 | Eingemeindung nach Püchau      |
| Plagwitz           | 1. Januar 1960 | Eingemeindung nach Püchau      |
| Posthausen         | vor 1880       | Eingemeindung nach Gerichshain |
| Püchau             | 1. Januar 1994 |                                |

## Sehenswürdigkeiten
- siehe auch: Liste der Kulturdenkmale in Machern
- Schloss und Schlosspark Machern mit Orangerie, 5,7 Hektar großen Schwemmteich, Ritterburg, Pyramide, Tempel der Hygieia, Agnes-Tempel und Wilhelms Ruh, verschiedenen Skulpturen, wie Denkende Muse, Göttin Hygieia, Herkulanische Vestalin und Apollo und dem Wildgehege mit Damwild und Pfauen
- Kirche St. Nikolai
- Peterskirche Püchau
- Wasserspiel auf dem Markt (gestaltet von der in Machern lebenden Künstlerin Maria Ondrej); unter anderem mit Erinnerungstafel für den japanischen Dichter Mori Ōgai (1862–1922), der 1885 in Machern zu Besuch war[10]
- Schloss Püchau (Englischer Landschaftsgarten)
- Naherholungsgebiet Lübschützer Teiche
- Stasi-Bunker Lübschützer Teiche

Bilder aus Machern
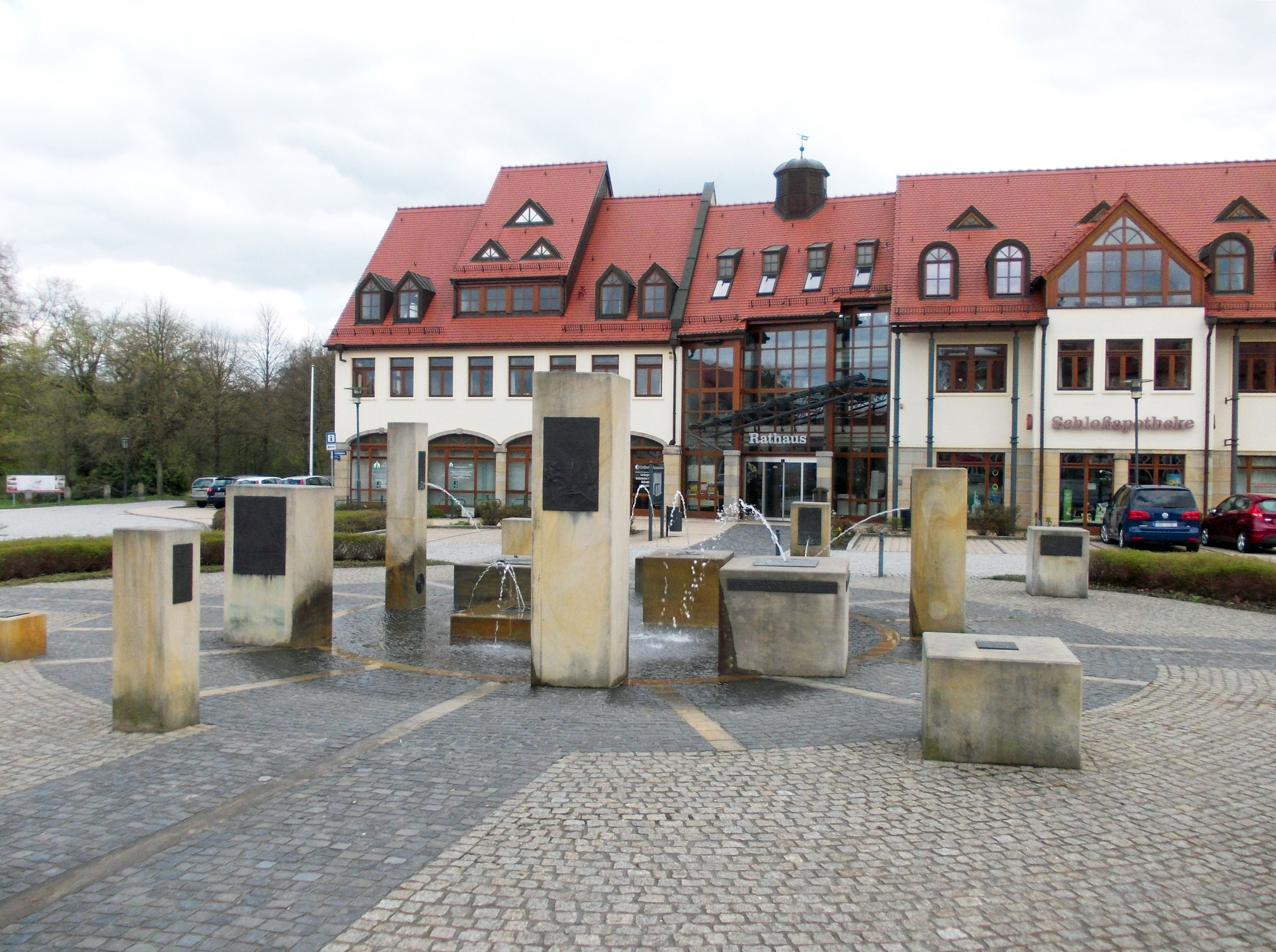
Wasserspiel auf dem Markt mit Rathaus
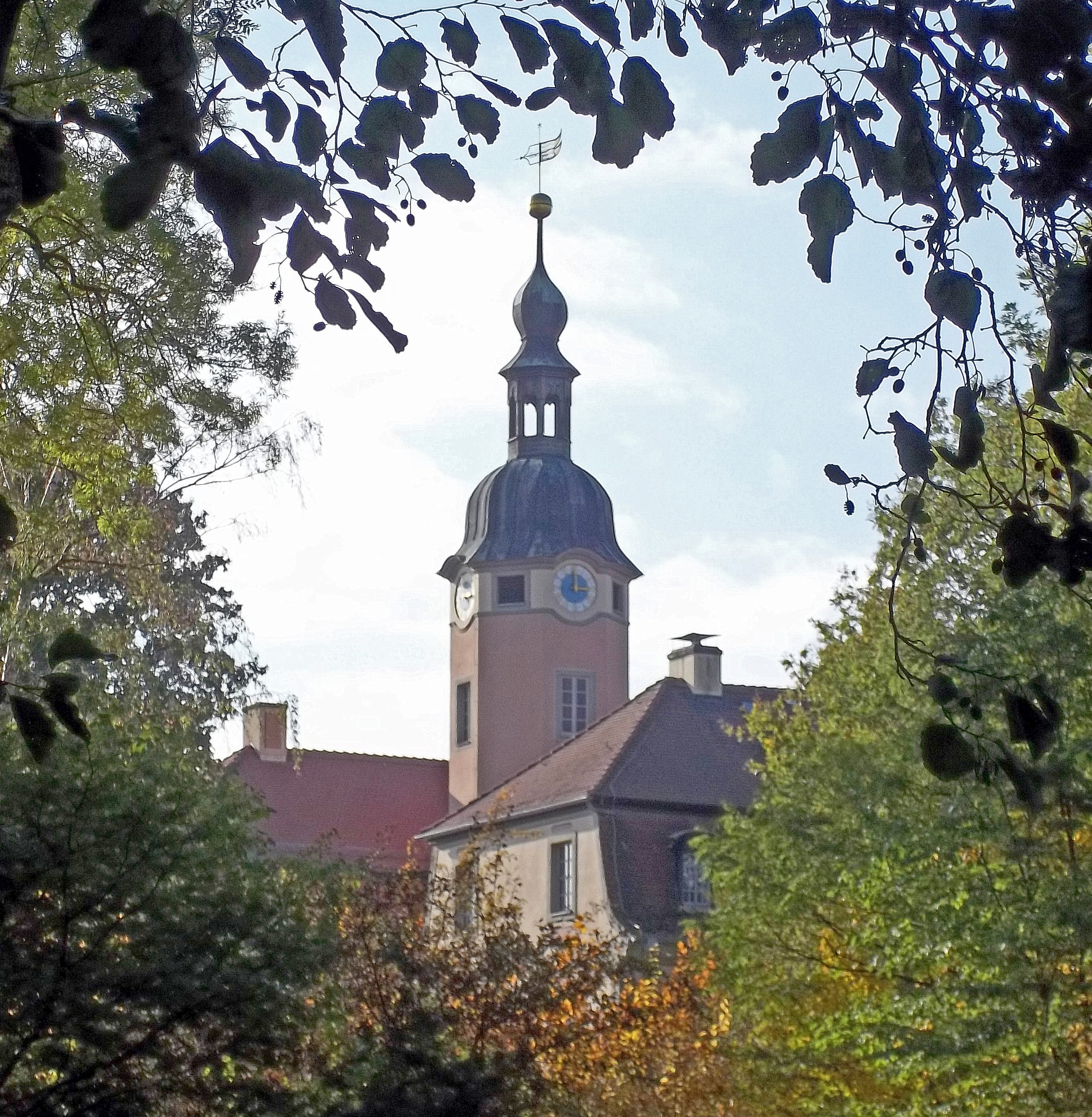
Blick vom Park zum Schloss Machern
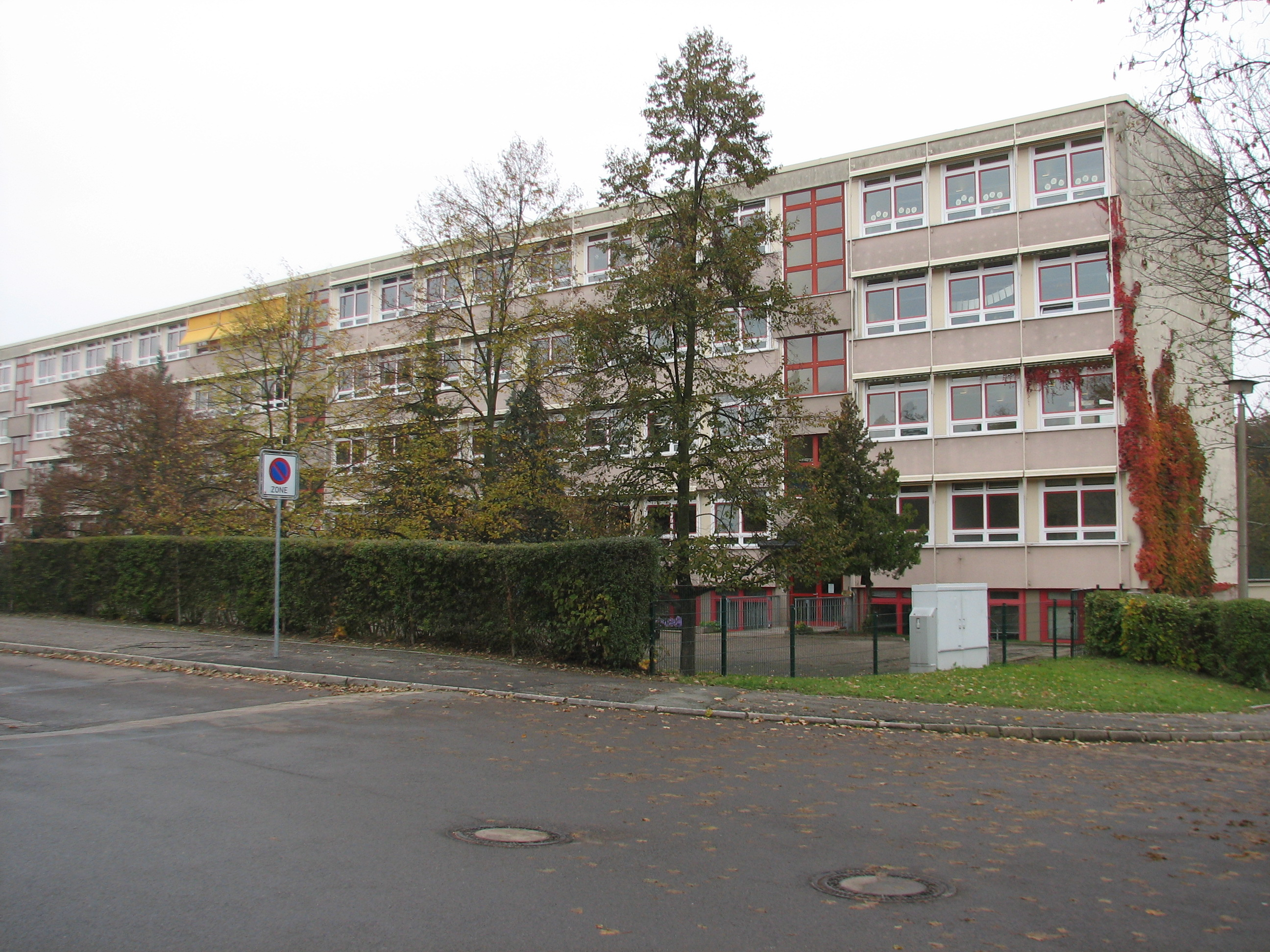
„Grundschule am Schlosspark“
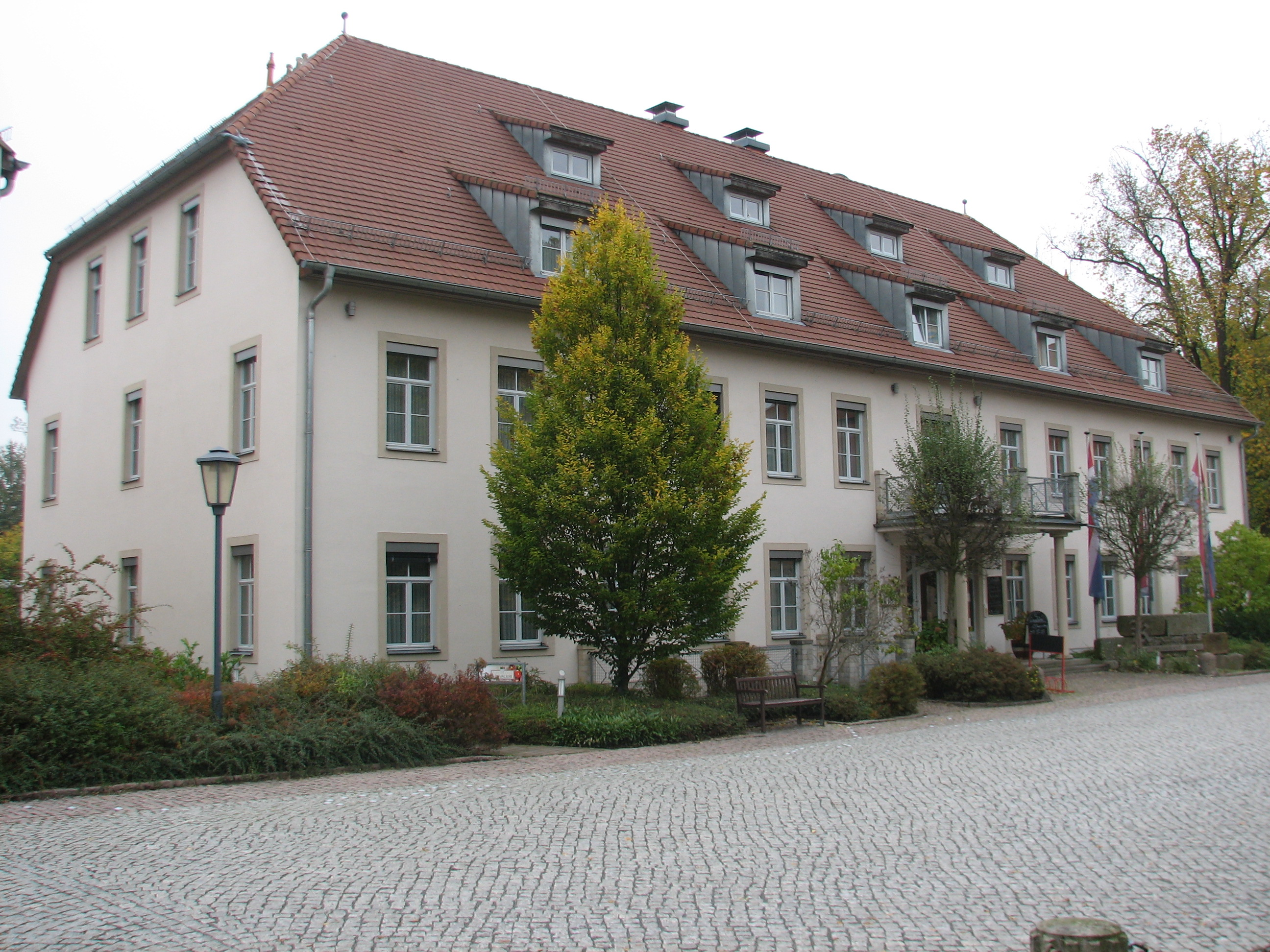
„Hotel im Kavalierhaus“
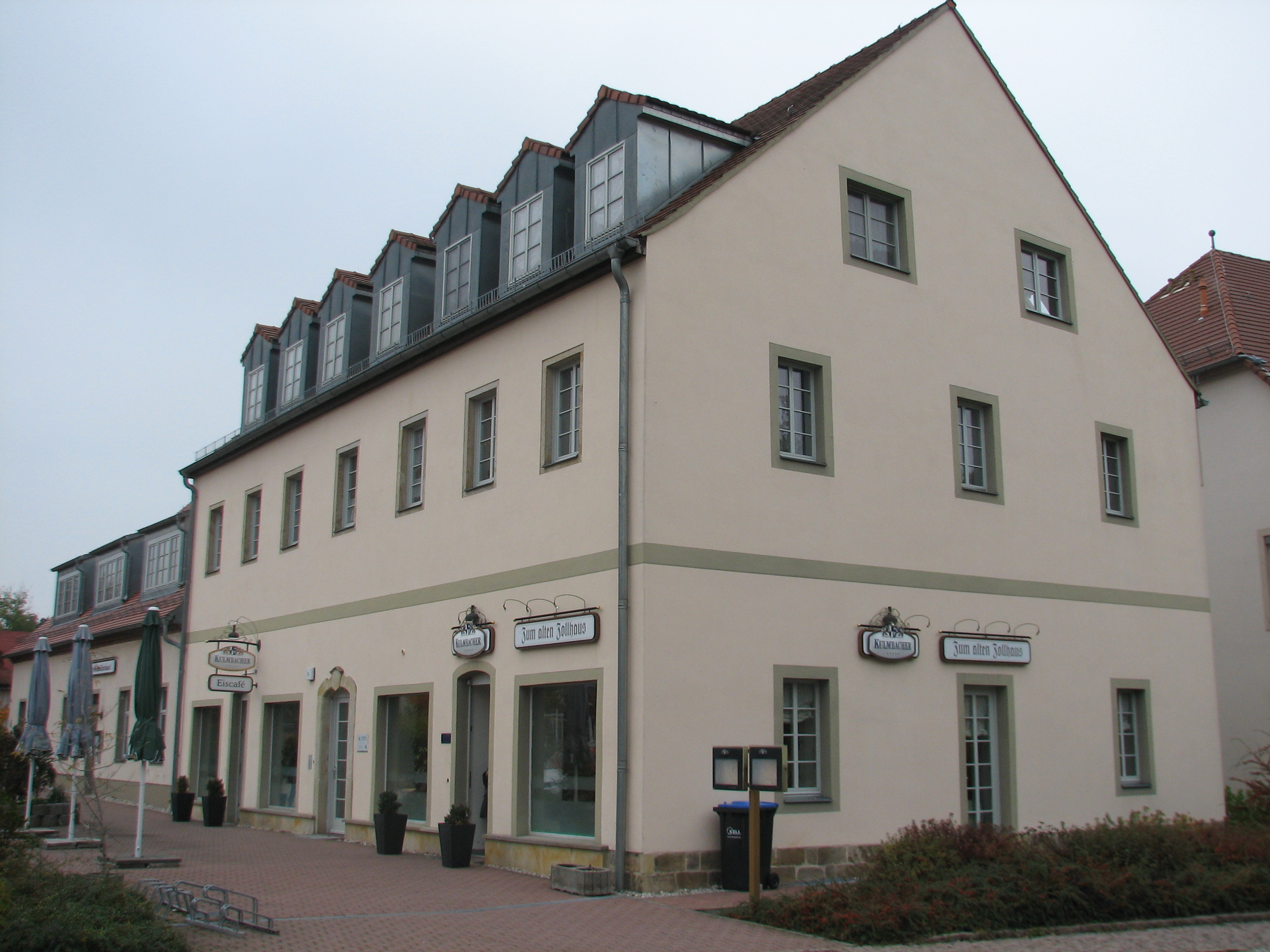
Gasthaus „Zum alten Zollhaus“
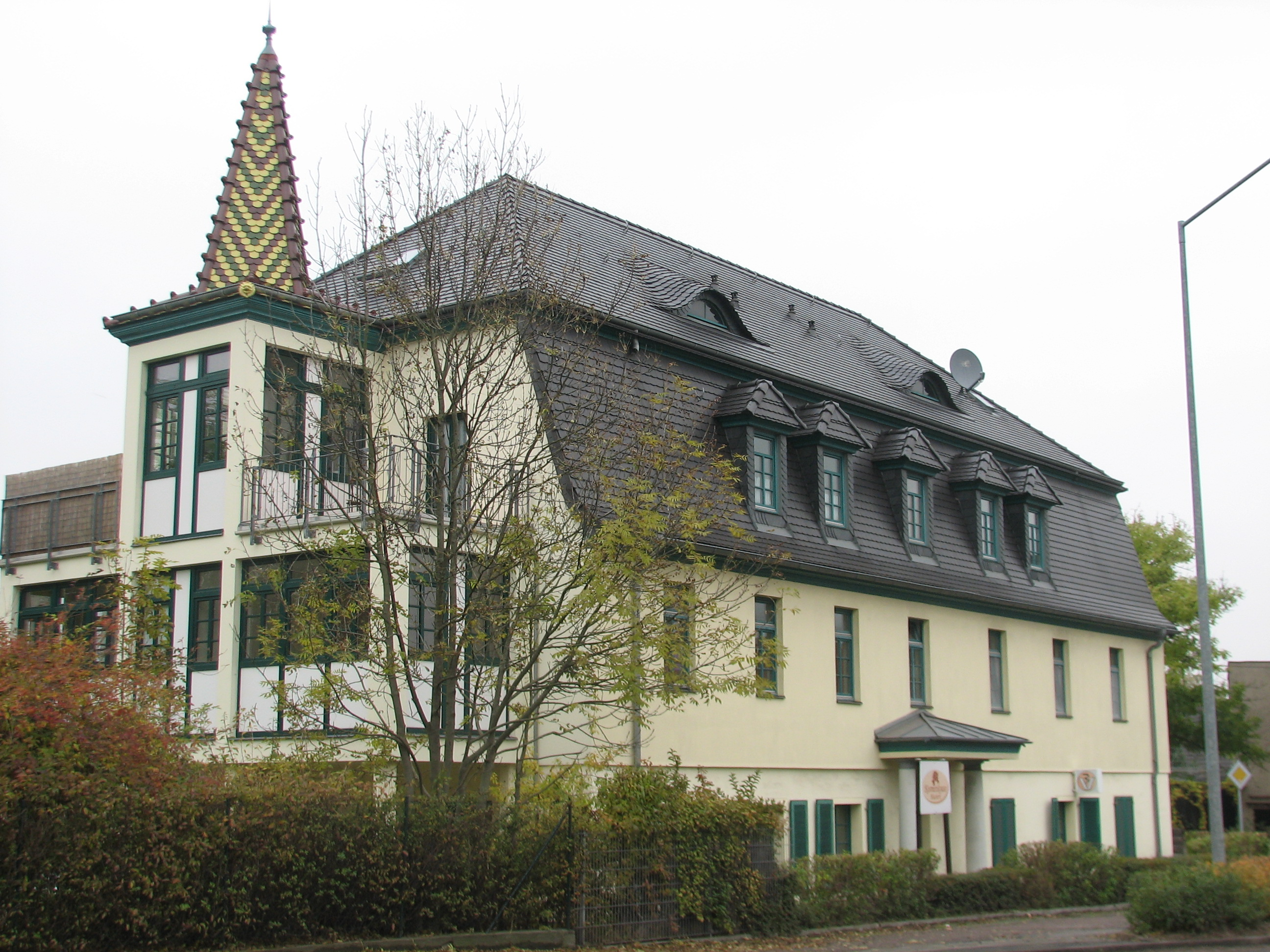
„Villa Louise“

### Naturschutz
- Siehe auch: Liste der Naturdenkmale in Machern

## Gewässer
Der Bach Gottschalke durchquert Machern von West nach Ost: Vom Ziegelteich weiter entlang dem Lehmgrubenteich durch den Schwemmteich im Park und durch den Mühlteich. Im Südosten Macherns fließt der Bach Kleine Zauche in Richtung Osten durch den Burgunderteich weiter in Richtung Nordosten.

## Politik

### Gemeinderat
Die bisher letzten Gemeinderatswahlen am 9. Juni 2024 führten zu folgenden Sitzverteilungen:
- CDU: 6 Sitze
- Wir sind Macher(n): 4 Sitze
- AfD: 1 Sitz
- SPD: 1 Sitz
- Linke: 1 Sitz

| Macherner Gemeinderat seit 2024Insgesamt 13 Sitze - Linke: 1 - SPD: 1 - Wsm: 4 - CDU: 6 - AfD: 1 | Liste              | 2024   | 2024   | 2019   | 2019   | 2014   | 2014   |
| Macherner Gemeinderat seit 2024Insgesamt 13 Sitze - Linke: 1 - SPD: 1 - Wsm: 4 - CDU: 6 - AfD: 1 | Liste              | Sitze  | in %   | Sitze  | in %   | Sitze  | in %   |
| Macherner Gemeinderat seit 2024Insgesamt 13 Sitze - Linke: 1 - SPD: 1 - Wsm: 4 - CDU: 6 - AfD: 1 | CDU                | 6      | 36,5   | 6      | 33,6   | 6      | 33,0   |
| Macherner Gemeinderat seit 2024Insgesamt 13 Sitze - Linke: 1 - SPD: 1 - Wsm: 4 - CDU: 6 - AfD: 1 | Wir sind Macher(n) | 4      | 25,8   | 4      | 20,1   | 2      | 15,7   |
| Macherner Gemeinderat seit 2024Insgesamt 13 Sitze - Linke: 1 - SPD: 1 - Wsm: 4 - CDU: 6 - AfD: 1 | AfD                | 1      | 22,9   | 2      | 14,1   | –      | –      |
| Macherner Gemeinderat seit 2024Insgesamt 13 Sitze - Linke: 1 - SPD: 1 - Wsm: 4 - CDU: 6 - AfD: 1 | SPD                | 1      | 8,8    | 1      | 7,0    | 2      | 13,8   |
| Macherner Gemeinderat seit 2024Insgesamt 13 Sitze - Linke: 1 - SPD: 1 - Wsm: 4 - CDU: 6 - AfD: 1 | Linke              | 1      | 5,9    | 1      | 9,0    | 3      | 15,8   |
| Macherner Gemeinderat seit 2024Insgesamt 13 Sitze - Linke: 1 - SPD: 1 - Wsm: 4 - CDU: 6 - AfD: 1 | FWG                | –      | –      | 1      | 10,0   | 3      | 19,7   |
| Macherner Gemeinderat seit 2024Insgesamt 13 Sitze - Linke: 1 - SPD: 1 - Wsm: 4 - CDU: 6 - AfD: 1 | Grüne              | –      | –      | 1      | 6,2    | –      | –      |
| Macherner Gemeinderat seit 2024Insgesamt 13 Sitze - Linke: 1 - SPD: 1 - Wsm: 4 - CDU: 6 - AfD: 1 | FDP                | –      | –      | –      | –      | –      | 2,1    |
| Macherner Gemeinderat seit 2024Insgesamt 13 Sitze - Linke: 1 - SPD: 1 - Wsm: 4 - CDU: 6 - AfD: 1 | Wahlbeteiligung    | 73,2 % | 73,2 % | 67,0 % | 67,0 % | 55,1 % | 55,1 % |

### Bürgermeister
Bürgermeister Macherns ist seit 2020 Karsten Frosch (CDU).
| Wahl | Bürgermeister  | Vorschlag | Wahlergebnis (in %) |
| ---- | -------------- | --------- | ------------------- |
| 2020 | Karsten Frosch | CDU       | 52,4                |
| 2013 | Doreen Lieder  | CDU       | 68,2                |
| 2006 | Frank Lange    | CDU       | 63,5                |
| 2001 | Ralf Ziermaier | CDU       | 78,4                |
| 1994 | Ralf Ziermaier | CDU       | 95,8                |

## Sozialeinrichtungen
- Seniorenresidenz im „Hotel Kavalierhaus“
- Kinderheim Machern
- Kinder- und Jugendzentrum
- Christlicher Kindergarten „Weidenkörbchen“
- Kita „Knirpsenhaus“

## Sport
- Tresenwalder Hockeyclub e. V.
- SV Machern 90 e. V.
- SV Tresenwald e. V. Machern
- Sportpark Tresenwald (gemeindeeigener Sportpark)
- TV Machern Grün-Weiß e. V.
- SV Sachsen Püchau e. V.

## Partnerschaften
- Linden in Hessen (seit 2009)
- Macheren (deutsch Machern) im Département Moselle in Frankreich
- Purgstall an der Erlauf in Österreich (seit 2016)[18]

## Persönlichkeiten

### Persönlichkeiten, die dort geboren sind
- Carl Heinrich August von Lindenau (1755–1842), preußischer Generalleutnant und Reisestallmeister des Königs Friedrich Wilhelm II. von Preußen[19]
- Johann David Goldhorn (1774–1836), evangelischer Theologe und Hochschullehrer
- Paul von Hingst (1846–1919), königlich-sächsischer Generalleutnant und Generaladjutant des Königs Albert von Sachsen.

### Persönlichkeiten, die dort gewirkt haben
- Wolf von Lindenau (1634–1710), kursächsischer Amtshauptmann in Leipzig und Besitzer der Rittergüter Machern, Zeititz, Kossen, Gotha und Eilenfeld
- Gottfried Anshelm von Lindenau (1693–1749), Erb-, Lehn- und Gerichtsherr sowie Besitzer der beiden Rittergüter Machern und Zeititz
- Heinrich Gottlieb von Lindenau (1723–1789), kursächsischer Wirklicher Geheimer Rat, Kammerherr und Oberstallmeister sowie Besitzer der Rittergüter Gotha und Kossen[19]
- Gottfried Schnetger (* 24. Dezember 1770 in Deilinghofen; † 17. Januar 1861 in Machern), preußischer Kaufmann, der in und um Leipzig lebte und wirkte; er begründete die 140-jährige Schnetger-Epoche von Schloss Machern
- Heinz Mielke (1931–2017) wohnte viele Jahre seines Ruhestands dort – er forschte und veröffentlichte umfangreich zur Geschichte von Machern

### Persönlichkeiten, die dort aufwuchsen und/oder zuhause sind
- Wolfram Dix (1957–2022), Schlagzeuger und Perkussionist
- Michael Drevenstedt (* 1961), Sportreporter (im Ortsteil Püchau)
- Maria Ondrej (* 1965), bildende Künstlerin
- Vlado Ondrej (* 1962), bildender Künstler
- Kilian Senkbeil (* 1999), Fußballspieler

### Persönlichkeiten, die dort gestorben und/oder begraben sind
- Alexander Duncker (1850–1929), deutscher Verlags-Buchhändler[20][21] und Eigentümer der „Villa Louise“ (eigentlich „Landhaus Louise“, davor Gasthof (bis etwa 1900)[22])

## Machern und die Eisenbahn

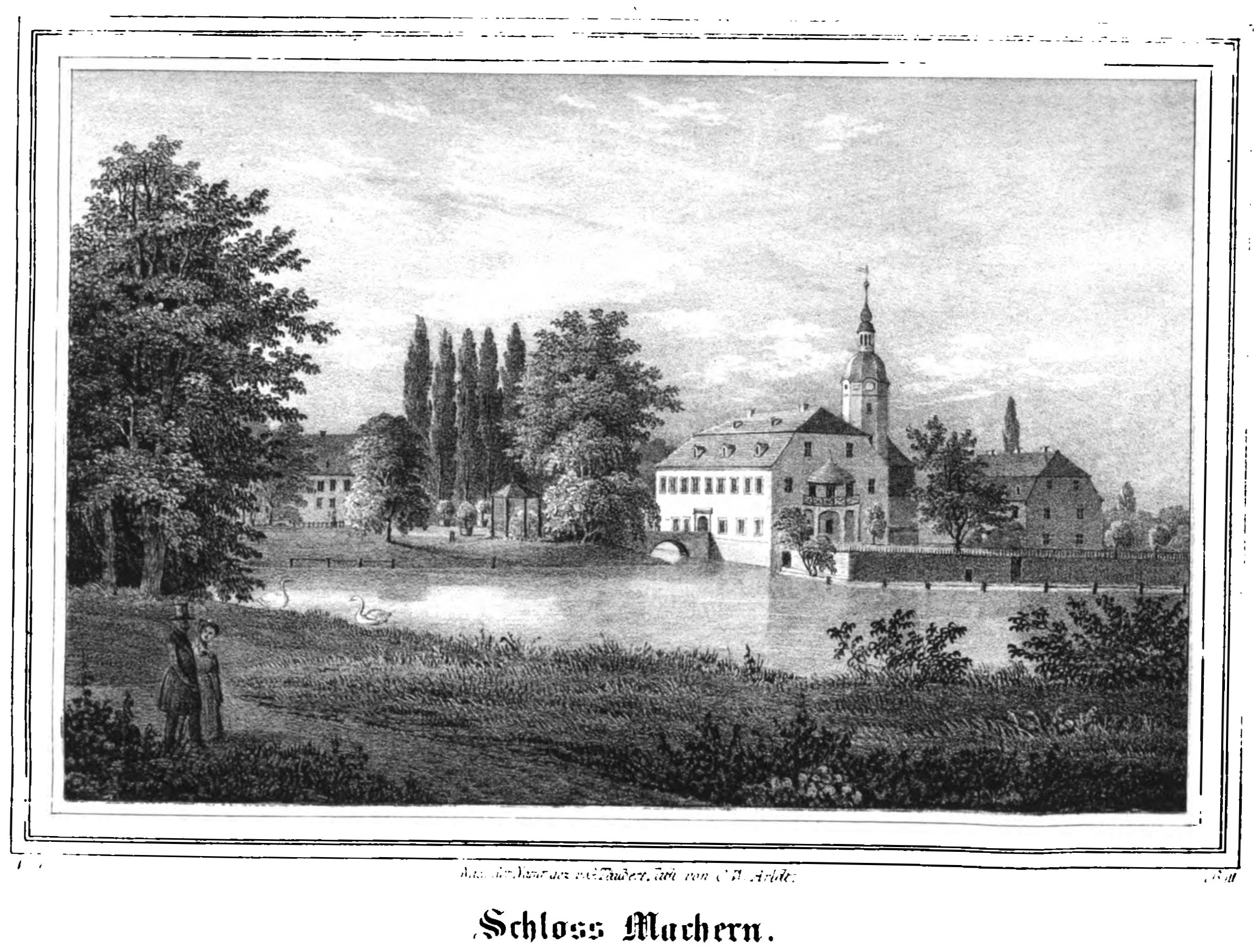
Schloss Machern damals noch mit Schlossteich, historische Darstellung

Am 1. März 1836 begann mit dem ersten Spatenstich der Bau der Eisenbahn bei Machern. Die Verwirklichung der Strecke durch die Macherner Höhen, der sogenannte Macherner Durchstich, gilt als besondere ingenieurstechnische Leistung. Dieser Einschnitt war erforderlich, weil die Lokomotiven damals für die Steigung zu schwach waren.
Dass Machern Bahnstation zwischen Leipzig und Dresden wurde, ist ein Verdienst von Schlossherr und Eigentümer des Gutes Machern, Gottfried Schnetger. Damals gab es konkurrierend zwei andere Streckenbaupläne ohne Machern. Ernst Beyreuther schrieb dazu im Buch Machern im Wandel der Zeit:
„Der dritte Plan brachte die Bahn direkt nach Machern. Freilich forderte er einen ½ Stunde langen Durchstich durch die Macherner Höhen, der Wasserscheide zwischen Mulde und Saale, welcher eine halbe Millionen Taler kostete. Aber Herr Schnetger wußte durch Hergabe von Land so dafür einzutreten, dass der Plan ins Werk gesetzt wurde. (…) Am 29. Februar 1836, also einem Schalttage, wurde hier in Machern der erste Spatenstich für den Bahnbau unter einigen Feierlichkeiten getan.“
Der Streckenabschnitt Gerichshain–Machern mit 2,93 Kilometer Länge wurde am 11. Mai 1838 vollendet, der Streckenabschnitt Machern–Wurzen mit 8,00 Kilometer Länge am 31. Juli 1838.
Schnetger gelang es, Machern zum allgemeinen Vorteil an die Eisenbahnlinie anzubinden. Jedoch mit herber Folge für sein Schloss: Der Durchstich der Macherner Höhen veränderte die unterirdischen Wasserläufe derart, dass der Schlossteich Wasser verlor und das Wasserschloss dauerhaft trockenfiel.

## Püchau

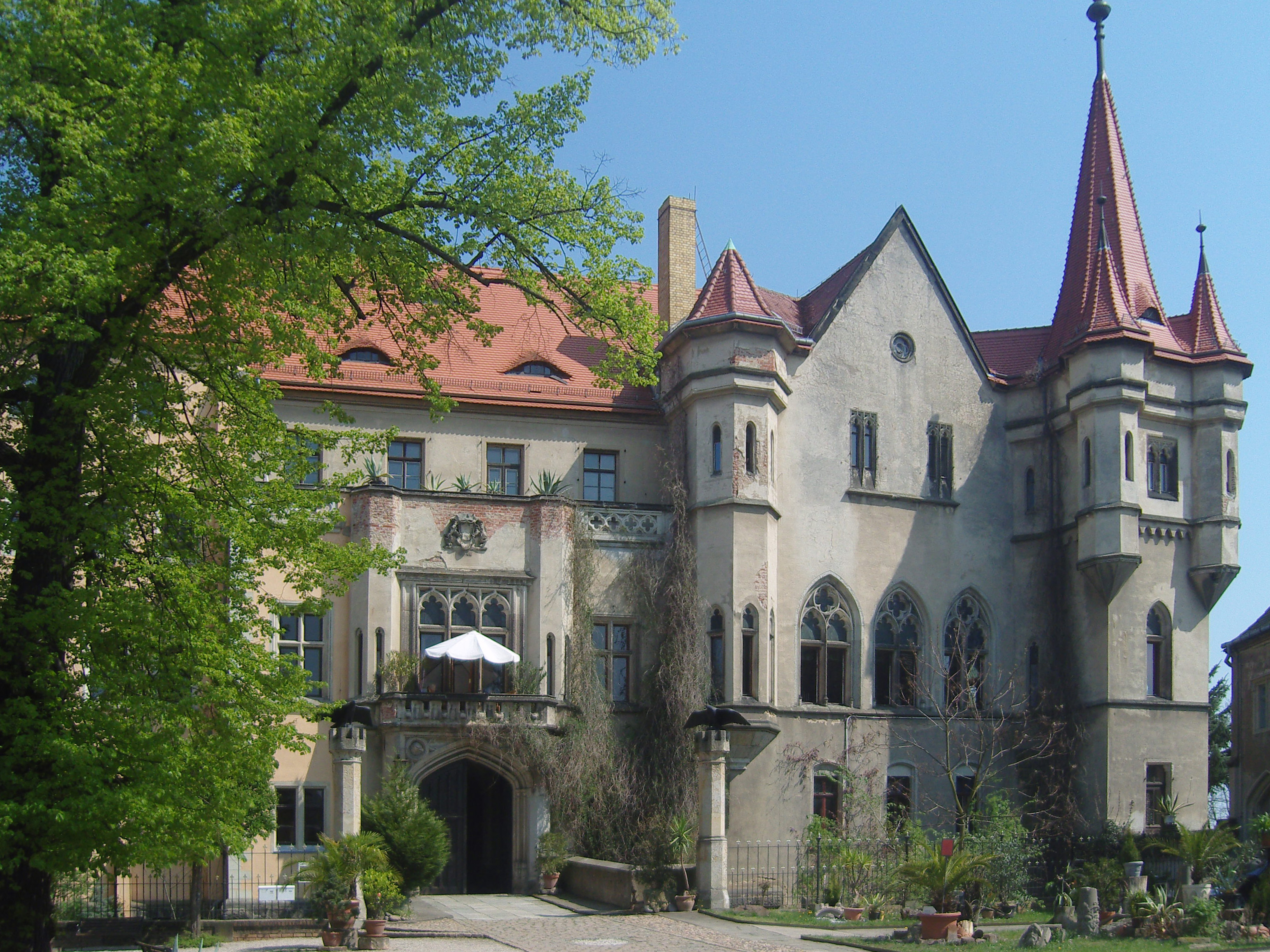
Schloss Püchau

Der Macherner Ortsteil Püchau nördlich von Machern besitzt die Besonderheit, der älteste urkundlich erwähnte Ort in Sachsen zu sein. Thietmar von Merseburg beschrieb in seiner Chronik, eingeordnet auf das Jahr 924, ein Ereignis aus dem Leben König Heinrichs I. und erwähnte dabei urbs bichni, was so viel wie Ort der Leute des Bichna bedeutet. Aus bichni entwickelte sich im Laufe der Jahrhunderte der Name Püchau. Zur weiteren Geschichte von Püchau siehe Schloss Püchau, welches zuletzt der Familie der Grafen von Hohenthal gehörte.

## Gedenkstätte

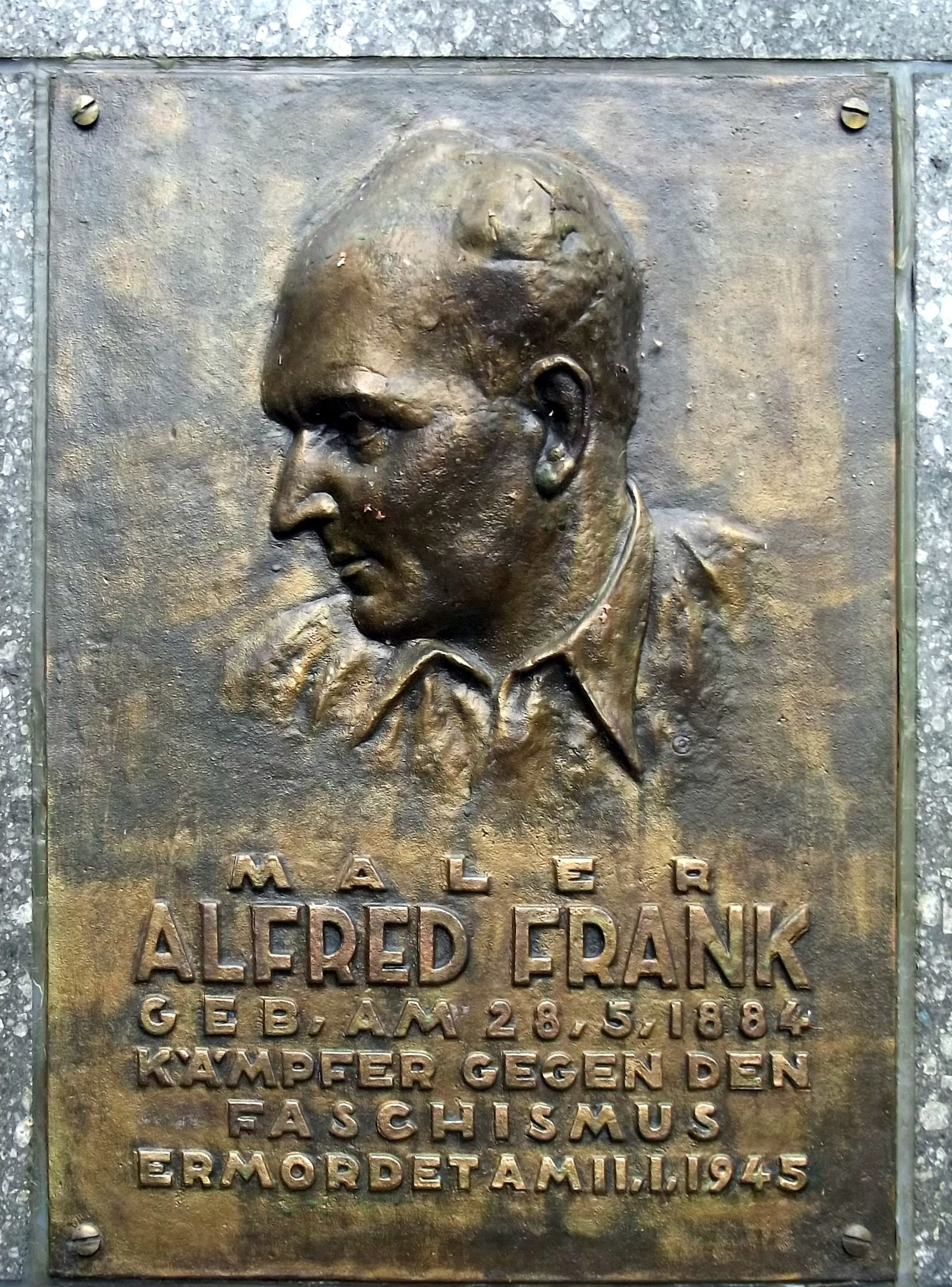
Gedenktafel Alfred Frank

Ein Gedenkstein am Sahlweidenteich im nahegelegenen Erholungsgebiet Lübschützer Teiche erinnert an den Leipziger Maler und Widerstandskämpfer Alfred Frank (1884–1945), der dort einen illegalen Treffpunkt für Hitlergegner unterhielt. Frank wurde 1944 zum Tode verurteilt und 1945 hingerichtet.

## Der Sorgenberg

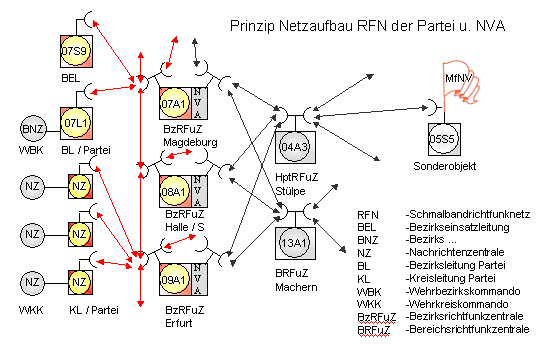
Prinzip des Aufbaus des Richtfunknetzes der Partei und der NVA mit der Bereichsrichtfunkzentrale Süd auf dem Sorgenberg bei Machern.

Der Sorgenberg, eine geographische Erhebung bei Machern, war mit seinem in der Mitte der 1960er Jahre errichteten Fernmeldeturm militärisches Sperrgebiet. Der Fernmeldeturm gehört in die Kategorie der A-Türme, wie sie seinerzeit in allen Bezirken der DDR entstanden. Zwischen ihnen spannte sich das Richtfunknetz der Partei, welches nach dem Volksaufstand in der DDR am 17. Juni errichtet wurde. Frei von Mitarbeitern und von technischen Einrichtungen der Deutschen Post der DDR wurde das Netz von Angestellten der Partei betrieben. In Regie der „Fundament GmbH“, eine Gesellschaft der Partei, gegründet 1946 von KPD-Führern, wurde das Netz der Partei und auch das spätere der NVA gebaut.
In der Mitte der 1960er Jahre klinkte sich die NVA in das Netz der Partei ein, wurde Kooperationspartner der Partei und investierte in den Bau des Turmes auf dem Sorgenberg. Nach Fertigstellung erfüllte er die Funktion der Bereichsrichtfunkzentrale Süd im Netz der NVA und zugleich als Bezirksrichtfunkzentrale Leipzig der Partei. Diese befand sich vorher im Zentrum der Stadt auf dem Rathaus. Über ihn wurden alle Richtfunkverbindungen zu den Bezirksrichtfunkzentralen des Netzes der Partei in den DDR-Südbezirken, zu den Sonderobjekten der NVA und zur Hauptrichtfunkzentrale des Netzes der NVA in Stülpe betrieben. Über die Richtfunkverbindungen war ein eigenständiges Fernsprech- und Fernschreibnetz organisiert. Aufgrund des offenen Charakters der Verbindungen und der Aufklärung des Netzes seitens der Fernmeldeaufklärung der Bundeswehr wurde der Betrieb stark eingeschränkt. Mit dem Ausbau des „Integrierten Stabsnetzes der Partei und Staatsführung der DDR und der bewaffneten Organe“, auch Sondernetz 1 genannt, verlor das Richtfunknetz mit den Jahren an Bedeutung. Am 1. Januar 1984 wurde es kostenfrei der Deutschen Post übergeben. Gegen Gebühren nutzte die NVA bis 1990 eine definierte Anzahl von Nachrichtenkanälen in diesem Netz. Mit der Wende wurde abgeschaltet, die Türme einer anderweitigen Verwendung zugeführt.